# مشتی عازار
مشتی عازار (به عربی: مشتی عازار) یک روستا در سوریه است که در استان حمص واقع شده‌است. مشتی عازار ۷۸۳ نفر جمعیت دارد.